# اتحادیه آنولیا
اتحادیه آنولیا (به لاتین: Anulia Union) یک منطقهٔ مسکونی در بنگلادش است که در Assasuni Upazila واقع شده‌است.